# سعود کریری
سعود کریری (عربی: سعود كريري)؛ زاده ۸ ژوئن ۱۹۸۰ یک بازیکن فوتبال اهل عربستان سعودی است.
وی همچنین در تیم ملی فوتبال عربستان سعودی بازی کرده‌است.